# Jardim dos Capuchos
O Jardim dos Capuchos é um jardim público localizado na povoação de Capuchos, na atual freguesia da Caparica e Trafaria do Município de Almada, Distrito de Setúbal, na Região de Lisboa, em Portugal. Encontra-se inserido na Paisagem Protegida da Arriba Fóssil da Costa de Caparica.
O jardim envolve o antigo Convento dos Capuchos de Caparica, mandado construir em 1558 por Lourenço Pires de Távora. Actualmente é um importante espaço verde de lazer e cultura do concelho, do qual é possível admirar a costa Atlântica.